# 马克特雷德维茨
马克特雷德维茨是德国巴伐利亚州的一个市镇。总面积49.53平方公里，总人口17045人，其中男性7958人，女性9087人（2011年12月31日），人口密度344人/平方公里。